# Adrianus Petit Coclico
Adrianus Petit Coclico   (Flandes, 1499 (Gregorià) - Copenhaguen, setembre 1562 (Gregorià)) va ser un compositor neerlandès del Renaixement.
Com molts compositors renaixentistes, se sap molt poc sobre la primera vida de Coclico. Va ser criat catòlic, però es va convertir en un protestant i va abandonar Flandes per a Alemanya. La primera referència coneguda a ell en documents oficials és a la Universitat de Wittenberg el 1545, i encara que més tard va afirmar haver estat alumna de Josquin des Prez i haver treballat per a Enrique VIII, la cort reial francesa i el Papa, la beca no ha ha pogut provar qualsevol d'aquestes afirmacions.
En 1546, Coclico va sol·licitar un càrrec de catedràtic de música a Wittenberg, va compondre una peça perduda en un text de Philipp Melanchthon, i va ser denegada. Es va casar durant aquest temps, tot i que la seva esposa aviat ho va abandonar, i els seus intents de dissoldre la unió van fracassar.
Després es va traslladar a Frankfurt an der Oder i va fundar una societat de músics amb membres del cercle de l'humanista Jodocus Willich. En els pobres estats financers, Coclico va deixar Frankfurt per Stettin en 1547, on novament va ser negat una posició; al setembre d'aquest any es va graduar de la Universitat de Königsberg i va entrar al servei del duc de Prússia. Coclico va estar involucrat en disputes religiosos amb luteranos i va afirmar haver estat empresonat a causa de la seva religió. No obstant això, va mantenir el càrrec fins a 1550, moment en què va ser trobat que havia acomiadat un nen amb la seva mestressa de casa.
Coclico es va traslladar a Nuremberg, on va ensenyar als estudiants i va comptar amb una col·lecció dels seus motets, Consolationses piae i un tractat de teoria de la música, Compendium musices, publicat per Johannes Berg el 1552. No se sap res del seu parador posterior fins a 1555, quan els registres mostren estava a Schwerin ; va tenir poques sorts de trobar feina allà i es va traslladar a Wismar, on va ocupar el càrrec de cap de rellotge durant un temps curt. Va perdre aquesta posició després d'exigir un salari massa alt i es va traslladar a Copenhaguen, on es va convertir en un cantant i músic als tribunals de Christian III i Marcellus Amersfortius. Després de la mort de la seva esposa, es va tornar a casar i desapareix dels llibres de registre del tribunal al setembre de 1562; se suposa que va morir poc després.

## Obres
- Consolationses piae: música reservata (41 motets, Nuremberg, 1552)
- Disc clèrits ossos (4vv)
- Nulla quidem virtus (5vv)
- Si consurrexistis (8vv)
- Venite exultemus Domino (5vv)